# Lijst van Landkreise en kreisfreie steden in Brandenburg
Dit is een lijst van Landkreise en kreisfreie steden in Brandenburg.

## Opbouw
Onderstaande lijst is als volgt opgebouwd:
- Kreis, kreisfreie Stadt: naam van de Landkreis respectievelijk kreisfreie stad
- Kreisstadt: naam van de Kreisstad: Bij de kreisfreise steden is deze cel leeg
- Wapen: officiële wapen van de Kreis respectievelijk kreisfreie stad
- Reg.-Bez., Ligging: Regierungsbezirk en positiekaart van de Kreis respectievelijk kreisfreie stad binnen de deelstaat Brandenburg
- Kenteken: kentekens van de plaatselijke overheid
- Inwoners: inwonertal van de Landkreis respectievelijk kreisfreie stad[1]
- Oppervlakte: oppervlakte van de Landkreis respectievelijk kreisfreie stad in vierkante kilometers (km²)[2]
- Inw/km²: bevolkingsdichtheid in inwoner per vierkante kilometer
- Afbeelding: een typische afbeelding van de regio, waarmee de desbetreffende Landkreis respectievelijk kreisfreie stad identificeert wordt

## Overzicht
| Landkreis/ kreisfreie Stadt                 | Kreisstadt         | Wapen                                        | Reg.-Bez. Ligging                                                  | Kenteken(s)          | Inwoners (31-12-2020) | Oppervlakte (in km²) | Inw./km² | Afbeelding                        |
| ------------------------------------------- | ------------------ | -------------------------------------------- | ------------------------------------------------------------------ | -------------------- | --------------------- | -------------------- | -------- | --------------------------------- |
| Barnim                                      | Eberswalde         | Wapen van de Landkreis Barnim                | Ligging van de Landkreis Barnim in Land Brandenburg                | BAR, BER, EW         | 187.343               | 1.479,59             | 127      | Kloster Chorin                    |
| Brandenburg an der Havel (kreisfreie Stadt) |                    | Wapen van de stad Brandenburg an der Havel   | Ligging van de stad Brandenburg an der Havel in Land Brandenburg   | BRB                  | 72.040                | 229,72               | 314      | Dom St. Peter und Paul            |
| Cottbus (Chóśebuz) (kreisfreie Stadt)       |                    | Wapen van de stad Cottbus                    | Ligging van de stad Cottbus in Land Brandenburg                    | CB                   | 98.693                | 165,62               | 596      | Altmarkt                          |
| Dahme-Spreewald (Damna-Błota)               | Lübben (Spreewald) | Wapen van de Landkreis Dahme-Spreewald       | Ligging van de Landkreis Dahme-Spreewald in Land Brandenburg       | LDS, KW, LC, LN      | 173.316               | 2.274,52             | 76       | Schlossinsel in Lübben            |
| Elbe-Elster                                 | Herzberg (Elster)  | Wapen van de Landkreis Elbe-Elster           | Ligging van de Landkreis Elbe-Elster in Land Brandenburg           | EE, FI, LIB          | 101.085               | 1.899,18             | 53       | Elstermühle in Plessa             |
| Frankfurt (Oder) (kreisfreie Stadt)         |                    | Wapen van de stad Frankfurt (Oder)           | Ligging van de stad Frankfurt (Oder) in Land Brandenburg           | FF                   | 57.015                | 147,85               | 386      | Marienkirche                      |
| Havelland                                   | Rathenow           | Wapen van de Landkreis Havelland             | Ligging van de Landkreis Havelland in Land Brandenburg             | HVL, NAU, RN         | 164.693               | 1.727,32             | 95       | Großer Havelländischer Hauptkanal |
| Märkisch-Oderland                           | Seelow             | Wapen van de Landkreis Märkisch-Oderland     | Ligging van de Landkreis Märkisch-Oderland in Land Brandenburg     | MOL, FRW, SEE, SRB   | 197.195               | 2.158,65             | 91       | Schloss Neuhardenberg             |
| Oberhavel                                   | Oranienburg        | Wapen van de Landkreis Oberhavel             | Ligging van de Landkreis Oberhavel in Land Brandenburg             | OHV                  | 214.234               | 1.808,18             | 118      | Schloss Oranienburg               |
| Oberspreewald-Lausitz (Górne Błota-Łužyca)  | Senftenberg        | Wapen van de Landkreis Oberspreewald-Lausitz | Ligging van de Landkreis Oberspreewald-Lausitz in Land Brandenburg | OSL, CA, SFB         | 108.396               | 1.223,47             | 89       | Senftenberger See                 |
| Oder-Spree                                  | Beeskow            | Wapen van de Landkreis Oder-Spree            | Ligging van de Landkreis Oder-Spree in Land Brandenburg            | LOS, BSK, EH, FW     | 179.276               | 2.256,75             | 79       | Kloster Neuzelle                  |
| Ostprignitz-Ruppin                          | Neuruppin          | Wapen van de Landkreis Ostprignitz-Ruppin    | Ligging van de Landkreis Ostprignitz-Ruppin in Land Brandenburg    | OPR, KY, NP, WK      | 98.808                | 2.526,49             | 39       | Schloss Rheinsberg                |
| Potsdam (Deelstaathoofdstad)                |                    | Wapen van de stad Potsdam                    | Ligging van de stad Potsdam in Land Brandenburg                    | P                    | 182.112               | 188,24               | 967      | Schloss Sanssouci                 |
| Potsdam-Mittelmark                          | Bad Belzig         | Wapen van de Landkreis Potsdam-Mittelmark    | Ligging van de Landkreis Potsdam-Mittelmark in Land Brandenburg    | PM                   | 217.954               | 2.592,04             | 84       | Baumblütenfest in Werder          |
| Prignitz                                    | Perleberg          | Wapen van de Landkreis Prignitz              | Ligging van de Landkreis Prignitz in Land Brandenburg              | PR                   | 76.096                | 2.138,53             | 36       | Kloster Marienfließ               |
| Spree-Neiße (Sprjewja-Nysa)                 | Forst (Lausitz)    | Wapen van de Landkreis Spree-Neiße           | Ligging van de Landkreis Spree-Neiße in Land Brandenburg           | SPN, FOR, GUB, SPB   | 113.011               | 1.656,98             | 68       | Spreewaldkahn                     |
| Teltow-Fläming                              | Luckenwalde        | Wapen van de Landkreis Teltow-Fläming        | Ligging van de Landkreis Teltow-Fläming in Land Brandenburg        | TF                   | 171.554               | 2.104,20             | 82       | Kloster Zinna                     |
| Uckermark                                   | Prenzlau           | Wapen van de Landkreis Uckermark             | Ligging van de Landkreis Uckermark in Land Brandenburg             | UM, ANG, PZ, SDT, TP | 118.250               | 3.077,03             | 38       | Uckerseen                         |
| Brandenburg                                 | Brandenburg        | Brandenburg                                  | Brandenburg                                                        | Brandenburg          | 2.531.071             | 29.654,36            | 85       |                                   |